# Gran Galà del calcio AIC 2023

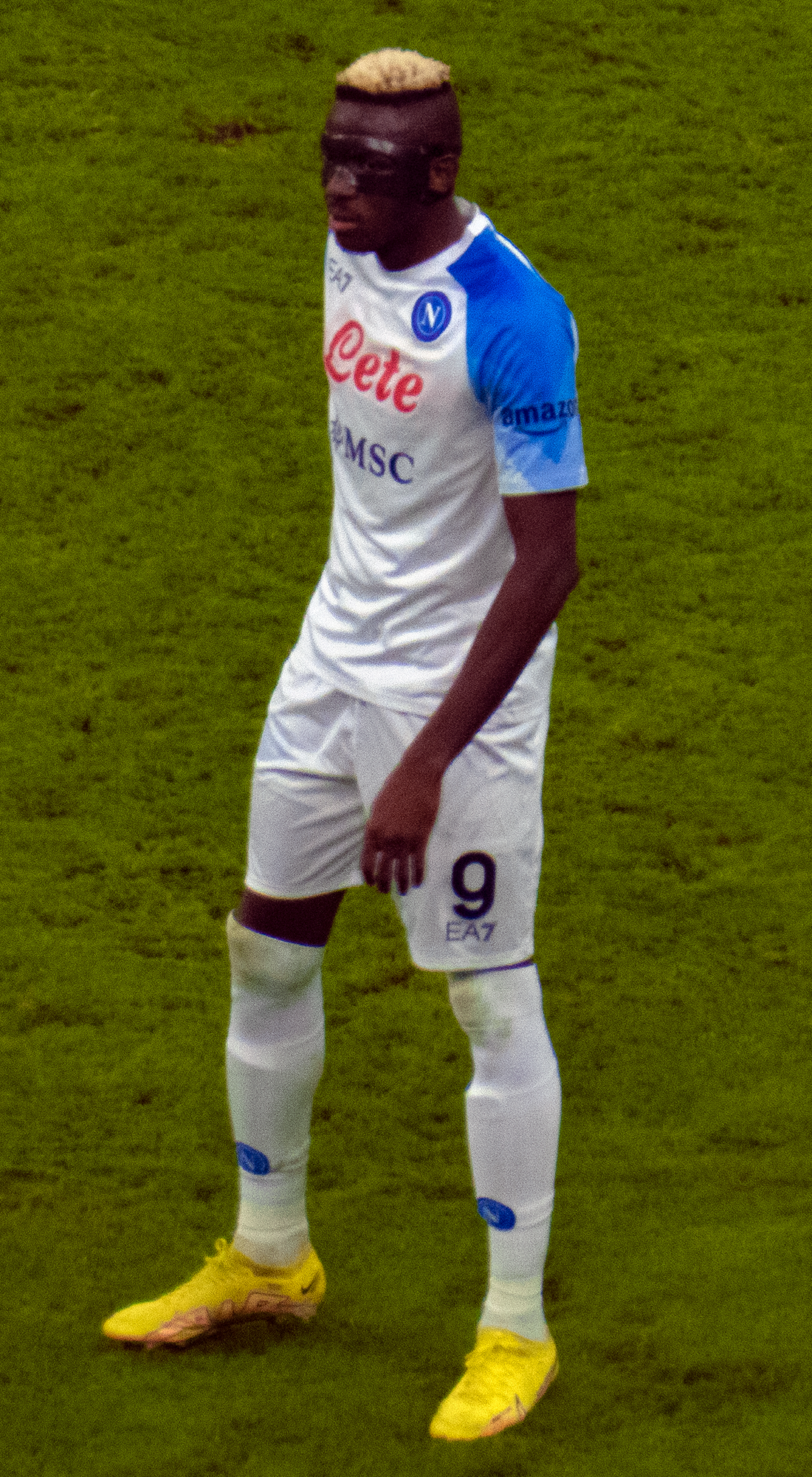
Il nigeriano Victor Osimhen, migliore calciatore assoluto al Gran Galà del calcio AIC 2023.

Il Gran Galà del calcio AIC 2023 è stata la tredicesima edizione dell'omonima manifestazione in cui sono stati premiati, da parte dell'Associazione Italiana Calciatori, i protagonisti del calcio italiano per la stagione 2022-2023.
I riconoscimenti sono stati resi noti il 4 dicembre 2023.
In questa edizione, il maggior numero di premi è stato assegnato al Napoli, vincitore del campionato nella stessa stagione; cinque dei suoi tesserati sono stati inclusi nella squadra dell'anno, mentre i riconoscimenti riservati al miglior calciatore assoluto, al miglior allenatore e al miglior gol sono andati, rispettivamente, a Victor Osimhen, Luciano Spalletti e Khvicha K'varatskhelia. Il Napoli è stato premiato anche come miglior società.
Per quanto riguarda il calcio femminile, ad aggiudicarsi il maggior numero di premi è stata la Roma, reduce dalla vittoria del suo primo titolo nazionale; sei delle sue tesserate sono state inserite nella squadra dell'anno AIC, mentre Manuela Giugliano ha vinto il premio per il gol dell'anno. Tabitha Chawinga, allora in forza all'Inter, è stata invece eletta calciatrice dell'anno.
Il premio di migliore calciatore della Serie B per la suddetta annata è andato a Giovanni Fabbian, mentre Daniele Orsato è stato votato come miglior arbitro.

## Vincitori
Squadra dell'anno (calcio maschile)
| Ruolo | Naz.                     | Giocatore              | Squadra |
| ----- | ------------------------ | ---------------------- | ------- |
| P     | Francia (bandiera)       | Mike Maignan           | Milan   |
| D     | Italia (bandiera)        | Giovanni Di Lorenzo    | Napoli  |
| D     | Corea del Sud (bandiera) | Kim Min-jae            | Napoli  |
| D     | Italia (bandiera)        | Alessandro Bastoni     | Inter   |
| D     | Francia (bandiera)       | Theo Hernández         | Milan   |
| C     | Italia (bandiera)        | Nicolò Barella         | Inter   |
| C     | Slovacchia (bandiera)    | Stanislav Lobotka      | Napoli  |
| C     | Turchia (bandiera)       | Hakan Çalhanoğlu       | Inter   |
| A     | Georgia (bandiera)       | Khvicha K'varatskhelia | Napoli  |
| A     | Nigeria (bandiera)       | Victor Osimhen         | Napoli  |
| A     | Portogallo (bandiera)    | Rafael Leão            | Milan   |

Migliore calciatore assoluto
| Piazzamento | Giocatore      | Squadra |
| ----------- | -------------- | ------- |
| Vincitore   | Victor Osimhen | Napoli  |

Migliore allenatore
| Piazzamento | Allenatore        | Squadra |
| ----------- | ----------------- | ------- |
| Vincitore   | Luciano Spalletti | Napoli  |

Migliore calciatore della Serie B
| Piazzamento | Giocatore        | Squadra |
| ----------- | ---------------- | ------- |
| Vincitore   | Giovanni Fabbian | Reggina |

Miglior società
| Piazzamento | Società calcistica |
| ----------- | ------------------ |
| Vincitore   | Napoli             |

Gol dell'anno
| Piazzamento | Giocatore              | Squadra | Partita                           |
| ----------- | ---------------------- | ------- | --------------------------------- |
| Vincitore   | Khvicha K'varatskhelia | Napoli  | Napoli - Atalanta (11 marzo 2023) |

Migliore arbitro
| Piazzamento | Arbitro        |
| ----------- | -------------- |
| Vincitore   | Daniele Orsato |

Squadra dell'anno (calcio femminile)
| Ruolo | Naz.                | Giocatrice        | Squadra  |
| ----- | ------------------- | ----------------- | -------- |
| P     | Italia (bandiera)   | Francesca Durante | Inter    |
| D     | Italia (bandiera)   | Lisa Boattin      | Juventus |
| D     | Italia (bandiera)   | Elena Linari      | Roma     |
| D     | Giappone (bandiera) | Moeka Minami      | Roma     |
| D     | Austria (bandiera)  | Carina Wenninger  | Roma     |
| C     | Brasile (bandiera)  | Andressa Alves    | Roma     |
| C     | Italia (bandiera)   | Arianna Caruso    | Juventus |
| C     | Italia (bandiera)   | Giada Greggi      | Roma     |
| C     | Canada (bandiera)   | Julia Grosso      | Juventus |
| A     | Malawi (bandiera)   | Tabitha Chawinga  | Inter    |
| A     | Norvegia (bandiera) | Emilie Haavi      | Roma     |

Calciatrice dell'anno
| Piazzamento | Giocatrice       | Squadra |
| ----------- | ---------------- | ------- |
| Vincitrice  | Tabitha Chawinga | Inter   |

Gol dell'anno (femminile)
| Piazzamento | Giocatrice        | Squadra | Partita                           |
| ----------- | ----------------- | ------- | --------------------------------- |
| Vincitrice  | Manuela Giugliano | Roma    | Roma - Sassuolo (29 gennaio 2023) |